# Szabó Pepi
Szabó Pepi, Rutkai Szabó Jozefa (Kiskunhalas, 1844. augusztus 8. (keresztelés) – Rákosszentmihály, 1924. január 22.) színésznő, énekesnő.

## Életútja
Szabó Mózes (1818–1870) és Balázsi (Hosek) Viktória lánya, Szabó Bandi (1849–1897) színész nővére. Már gyermekként is szerepelt. 1863–66-ban Kolozsvárott működött Follinus Jánosnál, ahol különösen az operettekben és népszínművekben közkedveltségnek örvendett. 1863. október 4-én a Nemzeti Színházban vendégszerepelt, a Csikós című darab Rózsi szerepében. Október 8-án ugyancsak itt fellépett az Iskolakerülőben, Conti herceg szerepében. 1864-ben Aradon volt szerződésben. 1865-ben mint kolozsvári művésznő férjhez ment Keresztesi Papp Miklós szerkesztőhöz. 1875-ig Kolozsvárott működött, 1880-tól mint vendég szerepelt itt, ahol 1884. november 27-én másodszor is férjhez ment Ajtai K. Albert nyomdaigazgatóhoz. 1883-tól ismét szerződött tag volt.
Első unokatestvére volt Szabó József levéltárosnak (született 1833), Szabó Dezső író édesapjának.

## Fontosabb szerepei
- Cupido (Offenbach: Orpheus az alvilágban)
- Zsuzsi (Szigeti József: Csizmadia mint kísértet)
- Conti herceg (Sardou: Az iskolakerülő)
- Emília (Barrière: A völgy lilioma)
- Lujza (Feuillet: Az erdő szépe)
- Erzsike (Szigligeti Ede: Lelenc)
- Rózsa (Benedix: A fogház)

## Működési adatai
1850–51: Csabai Pál; 1855–56: Gócs Ede; 1857: Csabai Pál; 1857–58: Láng Boldizsár; 1859: Debrecen; 1860–61: Philippovits István; 1861–63: Latabár Endre; 1863–66: Kolozsvár–Nagyvárad; 1867–69, 1870–71, 1874–77: Kolozsvár.